# Іліє Думітреску
Іліє Думітреску (рум. Ilie Dumitrescu, нар. 6 січня 1969, Бухарест) — румунський футболіст, що грав на позиції нападника. По завершенні ігрової кар'єри — тренер.
Виступав, зокрема, за клуб «Стяуа», а також національну збірну Румунії.
Шестиразовий чемпіон Румунії. Триразовий володар Кубка Румунії. Володар Суперкубка УЄФА.

## Клубна кар'єра
Вихованець футбольної школи клубу «Стяуа». Дорослу футбольну кар'єру розпочав 1986 року в основній команді того ж клубу, в якій провів вісім сезонів, взявши участь у 165 матчах чемпіонату. Більшість часу, проведеного у складі «Стяуа», був основним гравцем атакувальної ланки команди. За цей час шість разів виборював титул чемпіона Румунії.
Згодом з 1987 по 1998 рік грав за кордоном у складі команд клубів «Олт Скорнічешть», «Тоттенгем Готспур», «Севілья», «Вест Гем Юнайтед», «Америка» та «Атланте». Проте у жодній з цих команд, окрім останньої, по-справжньому стати гравцем основного складу румуну не вдалося.
Завершив професійну ігрову кар'єру в 1998 році у клубі «Стяуа», в якому свого часу починав кар'єру і в якому провів свої найкращі роки.

## Виступи за збірну
У 1989 році дебютував в офіційних матчах у складі національної збірної Румунії. Протягом кар'єри у національній команді, яка тривала 10 років, провів у формі головної команди країни 62 матчі, забивши 20 голів.
У складі збірної був учасником чемпіонату світу 1990 року в Італії, чемпіонату світу 1994 року у США, чемпіонату світу 1998 року у Франції.

## Кар'єра тренера
Розпочав тренерську кар'єру невдовзі по завершенні кар'єри гравця, 2000 року, очоливши тренерський штаб клубу «Оцелул».
Надалі працював з румунськими командами «Брашов» і «Бакеу», кіпрськими «Алкі» і «Аполлон», грецькими АЕК, «Егалео», «Акратітос», «Каллітея», ПАОК та «Пантракікос», а також молодіжною збірною Румунії.
Наразі останнім місцем тренерської роботи був клуб «Стяуа», команду якого Іліє Думітреску очолював як головний тренер 2010 року.

## Титули і досягнення

### Командні
- Чемпіон Румунії (6):

«Стяуа»: 1986–87, 1987–88, 1988–89, 1992–93, 1993–94
- Володар Кубка Румунії (3):

«Стяуа»: 1986–87, 1988–89, 1991–92
- Володар Суперкубка Румунії (1):

«Стяуа»: 1998
- Володар Суперкубка Європи (1):

«Стяуа»: 1986

### Особисті
- Кращий бомбардир чемпіонату Румунії: 1992–93 (24)
- Тренер року в Чемпіонаті Кіпру: 2004